# Dell Curry
Pour les articles homonymes, voir Curry (homonymie).
 (avril 2015).
Dell Curry (nom complet : Wardell Stephen Curry), né le 25 juin 1964 à Harrisonburg, Virginie, est un ancien joueur américain professionnel de basket-ball évoluant au poste d'arrière. Il joue en NBA de 1986 à 2002. Il est le père des joueurs Stephen et Seth Curry.

## Biographie
Curry est sélectionné au 15e rang par le Jazz de l'Utah lors de la draft 1986 de la NBA à sa sortie de Virginia Tech. Il joue une saison dans l'Utah avant de partir aux Cavaliers de Cleveland en 1987 pour une autre saison. Il est choisi par l'une des deux nouvelles équipes de la saison 1988-1989, les Hornets de Charlotte, lors de la draft d'expansion après avoir été laissé disponible par les Cavaliers. À Charlotte, Curry est d'abord utilisé comme un joueur de complément en tant que menace offensive en sortie de banc, plus spécialement derrière la ligne à trois points. Il joue dix saisons pour les Hornets et demeure toujours à l'heure actuelle le recordman de la franchise en termes de matches joués, de tirs à 3-points tentés et réussis et de pourcentage à 3-points. Il est un candidat permanent au trophée de NBA Sixth Man of the Year et il obtient finalement le trophée lors de la saison 1993-1994.
Il joue aussi une saison pour les Bucks de Milwaukee et ses trois dernières saisons avec les Raptors de Toronto. Il réalisa des moyennes de 11,7 points par match et 40,2 % de réussite à 3-points. De plus, il fut le dernier membre de l'équipe originelle de la saison 1988-1989.
Paradoxalement, dans son enfance, il était un médiocre tireur gaucher. Cependant, à cause d'une blessure à son poignet lorsqu'il avait 9 ans, il est obligé d'apprendre à tirer de la main droite, lui apportant un grand bénéfice.
Dell Curry est le père des joueurs Stephen et Seth Curry.

## Pour approfondir